# آفة العصبون الحركي السفلي
الآفة العصبية الحركية السفلية (بالإنجليزية: Lower motor neuron lesion)‏ هي الآفة التي تؤثر على الألياف العصبية التي تسافر من القرن البطني أو العمود الرمادي الأمامي من الحبل الشوكي للعضلات ذات الصلة - الخلايا العصبية الحركية السفلى.
إحدى السمات الرئيسية المستخدمة لتحديد آفة الخلايا العصبية الحركية السفلى هي الشلل الرخو، وهو الشلل المصاحب لفقدان توتر العضلات. على النقيض من آفة الخلايا العصبية الحركية العليا، والتي غالبا ما يصاحبها الشلل التشنجي (الشلل المصحوب بفرط التوتر التشنجي الشديد).

## أعراض وعلامات
- شلل العضلات الجزئي أو الكامل
- رجفان
- ارتجاف حزمي بسبب زيادة تركيزات المستقبلات على العضلات؛ لتعويض نقص التعصيب
- نقص التوتر، أو ونى
- ضعف المنعكسات - جنبا إلى جنب مع المنعكسات العميقة، أو حتى المنعكسات السطحية التي تنخفض أو تختفي أيضا
- القوة: حيث يقتصر الخلل على نمط قطعي أو بؤري، نمط تعصيب الجذر

وعادة ما يختفي منعكس باطن القدم الانبساطي. كما يظهر شلل العضلات الجزئي أو الشلل الكامل، ونقص التوتر العضلي، وضعف المنعكسات أو اختفائها مباشرة بعد الإصابة. ويعتبر هزال العضلات، والرجفان عادة علامات على المرحلة النهائية في إزالة تعصيب العضلات، ويظهر بعد فترة زمنية طويلة. وهناك ميزة أخرى هي تجزئة الأعراض، حيث أن العضلات المعصبة من قبل الأعصاب التالفة هي فقط التي تُظهر أعراض.

## الأسباب
الأسباب الأكثر شيوعا للإصابات العصبية الحركية السفلى هي الرضة للأعصاب الطرفية التي تسبب قطع المحاور العصبية مثل الفيروس الذي يهاجم خلايا القرن البطني تحديدا. فيحدث ضمور في العضلات، أي انكماش الألياف العضلية التي تحل محلها الأنسجة الليفية في النهاية (العضلات الليفية). وتشمل الأسباب الأخرى: متلازمة غيلان باريه، والتسمم السجقي، وشلل الأطفال، ومتلازمة ذنب الفرس. وهناك سبب شائع آخر لتنكس الخلايا العصبية الحركية السفلى، وهو التصلب الجانبي الضموري.

## التشخيص التفريقي
- وهن عضلي وبيل: نتيجة خلل في الانتقال المشبكي في نهاية لوحة الحرك.
- تصلب جانبي ضموري: الذي يسبب موت الخلايا العصبية الحركية، وعلى الرغم من أن السبب الرئيسي غير معروف، ولكن يعتقد أن البناء الغير طبيعي للبروتينات يكون سام للخلايا العصبية.

## وصلات خارجية
- http://library.med.utah.edu/neurologicexam/html/motor_anatomy.html#06